# Арлена ди Кастро
Арлѐна ди Ка̀стро (на италиански: Arlena di Castro) е село и община в Централна Италия, провинция Витербо, регион Лацио. Разположено е на 260 m надморска височина. Населението на общината е 903 души (към 2010 г.).